# Ińsko (gemeente)
De gemeente Ińsko is een stad- en landgemeente in het noordoosten van powiat Stargardzki. Aangrenzende gemeenten:
- Chociwel en Dobrzany (powiat Stargardzki)
- Drawsko Pomorskie en Kalisz Pomorski (powiat Drawski)
- Węgorzyno (powiat Łobez)

Zetel van de gemeente is in de stad Ińsko.
De gemeente beslaat 9,9% van de totale oppervlakte van de powiat.

## Demografie
Stand op 30 juni 2004:
| Omschrijving                   | Totaal | Totaal | Vrouwen | Vrouwen | Mannen | Mannen |
| ------------------------------ | ------ | ------ | ------- | ------- | ------ | ------ |
| eenheid                        | aantal | %      | aantal  | %       | aantal | %      |
| inwoners                       | 3493   | 100    | 1726    | 49,4    | 1767   | 50,6   |
| bevolkingsdichtheid (inw./km²) | 23,1   | 23,1   | 11,4    | 11,4    | 11,7   | 11,7   |

De gemeente heeft 2,9% van het aantal inwoners van de powiat. In 2002 bedroeg het gemiddelde inkomen per inwoner 1611,16 zł.

## Plaatsen
- Ińsko (stad sinds ca. 1300)

Administratieve plaatsen (sołectwo) van de gemeente Ińsko:
- Ciemnik, Czertyń, Granica, Linówko, Storkowo, Studnica, Ścienne,

Zonder de status sołectwo :
- Dolnik, Gronówko, Kanice, Kleszcze, Miałka, Powalice, Nierybno, Waliszewo, Wierzchucice.